# Новоалександровка (Покровский район)
Новоалександровка (укр. Новоолександрівка) — село,
Вишнёвский сельский совет,
Покровский район,
Днепропетровская область,
Украина.
Код КОАТУУ — 1224284511. Население по переписи 2001 года составляло 263 человека .

## Географическое положение
Село Новоалександровка находится в 2,5 км от левого берега реки Волчья,
га расстоянии в 2 км от села Гай.
По селу протекает пересыхающий ручей с запрудой.

## История
- 1920 — дата основания.